# Makarios 3.
 Der er for få eller ingen kildehenvisninger i denne artikel, hvilket er et problem. Du kan hjælpe ved at angive troværdige kilder til de påstande, som fremføres i artiklen.

Makarios III (født som Mihail Khristodoulou Mouskos (Μιχαΐλ Χριστόδουλος Μουσκός) født 13. august 1913 i Pano Panagia, Cypern, død 3. august 1977) var ortodoks ærkebiskop på Cypern fra 1950 og landets første præsident 1960-74 og 1974-77. 
Han deltog i kampen mod de britiske kolonitropper, der kostede ca. 600 menneskeliv. I 1960 overtog han præsidentposten i landet.
I 1970 støttede Makarios bevægelsen Enosis (sv) mod tyrkisk-cyprioterne, som kostede mange tyrkisk civile livet.[kilde mangler]
I 1974 blev han afsat ved et militærkup, som den græske militærjunta stod bag for at standse konflikterne mellem græsk-cyprioterne og tyrkerne om øens forfatning.[kilde mangler] Kuppet førte til øens deling.
I december 1974 vendte han tilbage som præsident og beklædte posten til sin død.